# Fenestrage
 (novembre 2023).
Si vous disposez d'ouvrages ou d'articles de référence ou si vous connaissez des sites web de qualité traitant du thème abordé ici, merci de compléter l'article en donnant les références utiles à sa vérifiabilité et en les liant à la section « Notes et références ».

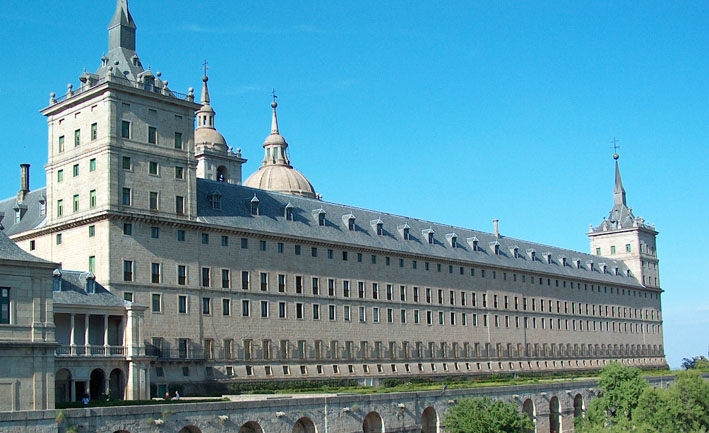
L'Escurial (Espagne).

Le fenêtrage, ou fenestrage, ou fenestration, est la disposition générale des ouvertures de fenêtres sur la façade d’un édifice.

## Immeubles anciens
Pour les immeubles anciens, se dit d’une rangée de fenêtres très rapprochées l’une de l’autre.

## Architecture gothique
En architecture gothique (XIIe – XVe siècles), le terme de fenestrage désigne une baie en pierre de taille dont le tracé suit un réseau gothique le plus souvent composé de flammes trilobées (XIVe – XVe siècles) et de redans (le tracé d'un redan étant déterminé par la jonction des points de centre de deux lobes).
La partie basse du fenestrage est composée du glacis dont la pente facilite l'écoulement de l'eau de pluie. On nomme jambages les colonnes latérales du fenestrage et trumeau la colonne centrale, les bases des colonnes sont composées de moulures dont la complexité atteint son apogée au XVe siècle.

## Architecture classique
Pour respecter le rythme de la façade classique, suivant l'organisation de la distribution des pièces ou bien leur disposition dans un immeuble de coin de rue ou sur une parcelle à forme de trapèze, cette disposition peut comprendre des fausses fenêtres (aveugles), ou des fenêtres feintes avec des plates-bandes et margelles.

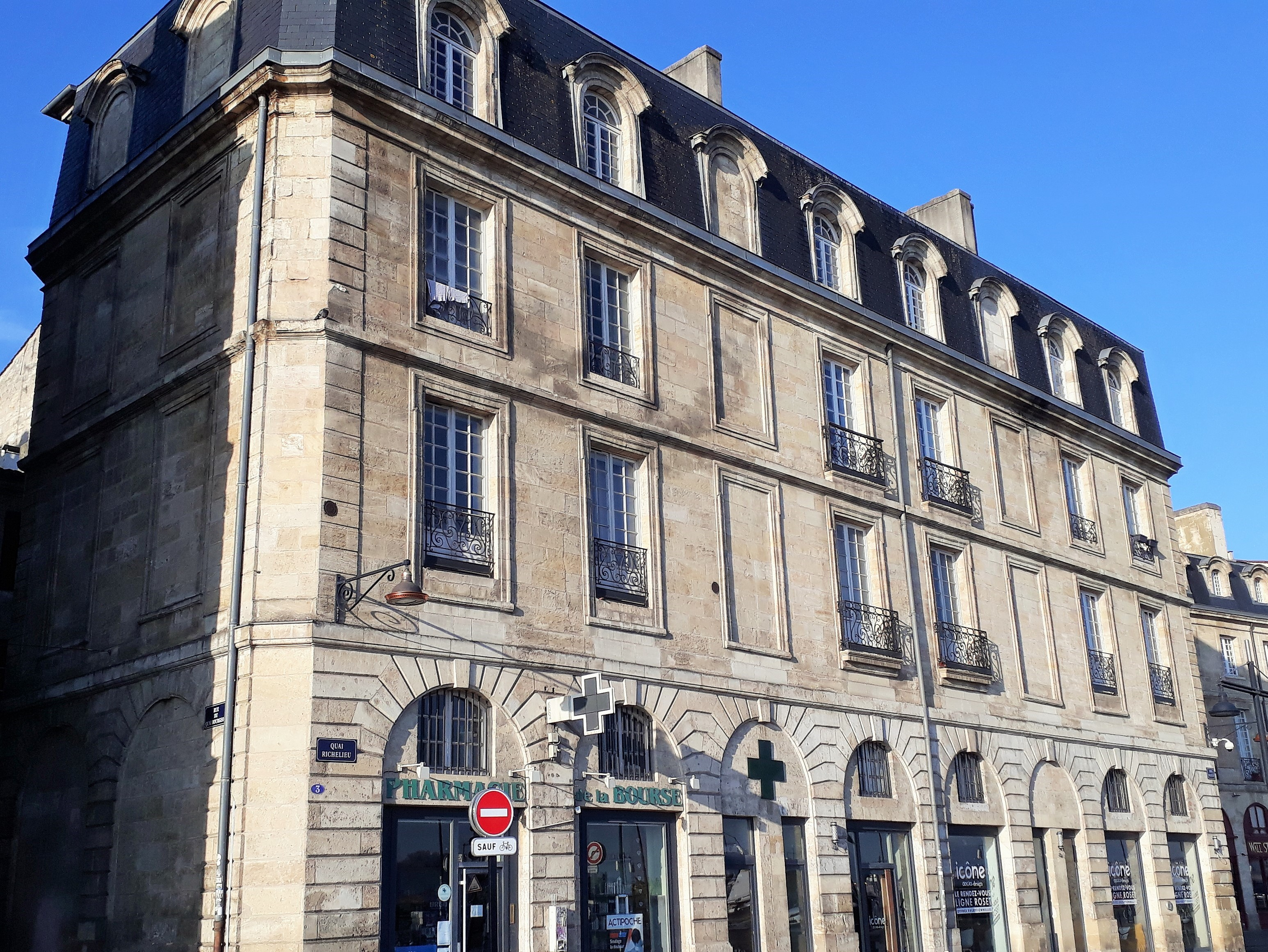
Le fenestrage prévoit des baies aveugles afin de respecter la symétrie chère à l'architecture classique.

## Trompe l’œil moderne
Dans la réhabilitation moderne, certains pignons classiques qui souvent auraient dû être jointifs à un autre immeuble et ne le sont en définitive pas, sont habillés par un fenêtrage constitué de fenêtres peintes. Le même habillage (des « animations » avec personnages peints) a pu être fait pour des pignons aveugles d'immeubles de l'urbanisme récent.